# Suberites cupuloides
Suberites cupuloides är en svampdjursart som beskrevs av Patricia R. Bergquist 1961. Suberites cupuloides ingår i släktet Suberites och familjen Suberitidae. Inga underarter finns listade i Catalogue of Life.